# Филипп IV (король Испании)
Фили́пп IV (исп. Felipe IV, 8 апреля 1605, Вальядолид — 17 сентября 1665, Мадрид) — король Испании с 31 марта 1621 года, король Португалии и Алгарве с 31 марта 1621 по 1 декабря 1640 года, как Филипп III, порт. Filipe III. Из династии Габсбургов.

## Биография

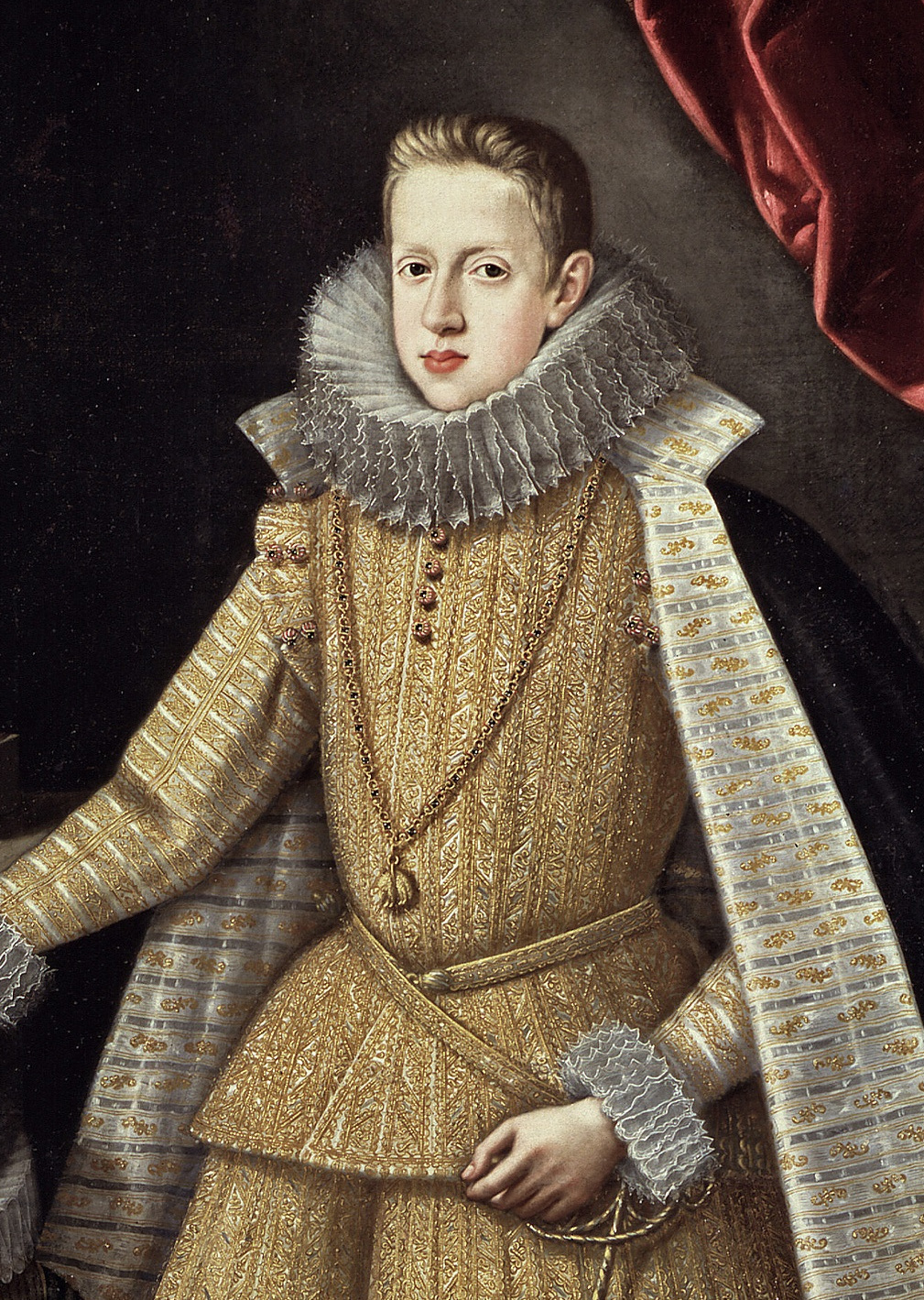
Портрет Филиппа IV кисти Родриго де Вилландрадо (1620)

Филипп Доминго Виктор де ла Крус, принц Астурийский родился 8 апреля 1605 года на Страстную пятницу во дворце Вальядолид. Он стал третьим ребёнком и первым сыном в браке испанского короля Филиппа III и его родственницы (её отец Карл II приходился двоюродным братом его отцу Филиппу II) эрцгерцогини Маргариты Австрийской. Спустя семь недель новорожденного крестили в церкви Сан Пабло Вальядолида, куда младенца принёс вали́до герцог Лерма. Крёстными родителями были кузен Виктор Амадей I и сестра Анна.
13 января 1608 года в церкви Святого Иеронима Филипп был провозглашён наследным принцем.

### При герцоге Оливаресе (1621—1643)

#### Внутренняя политика

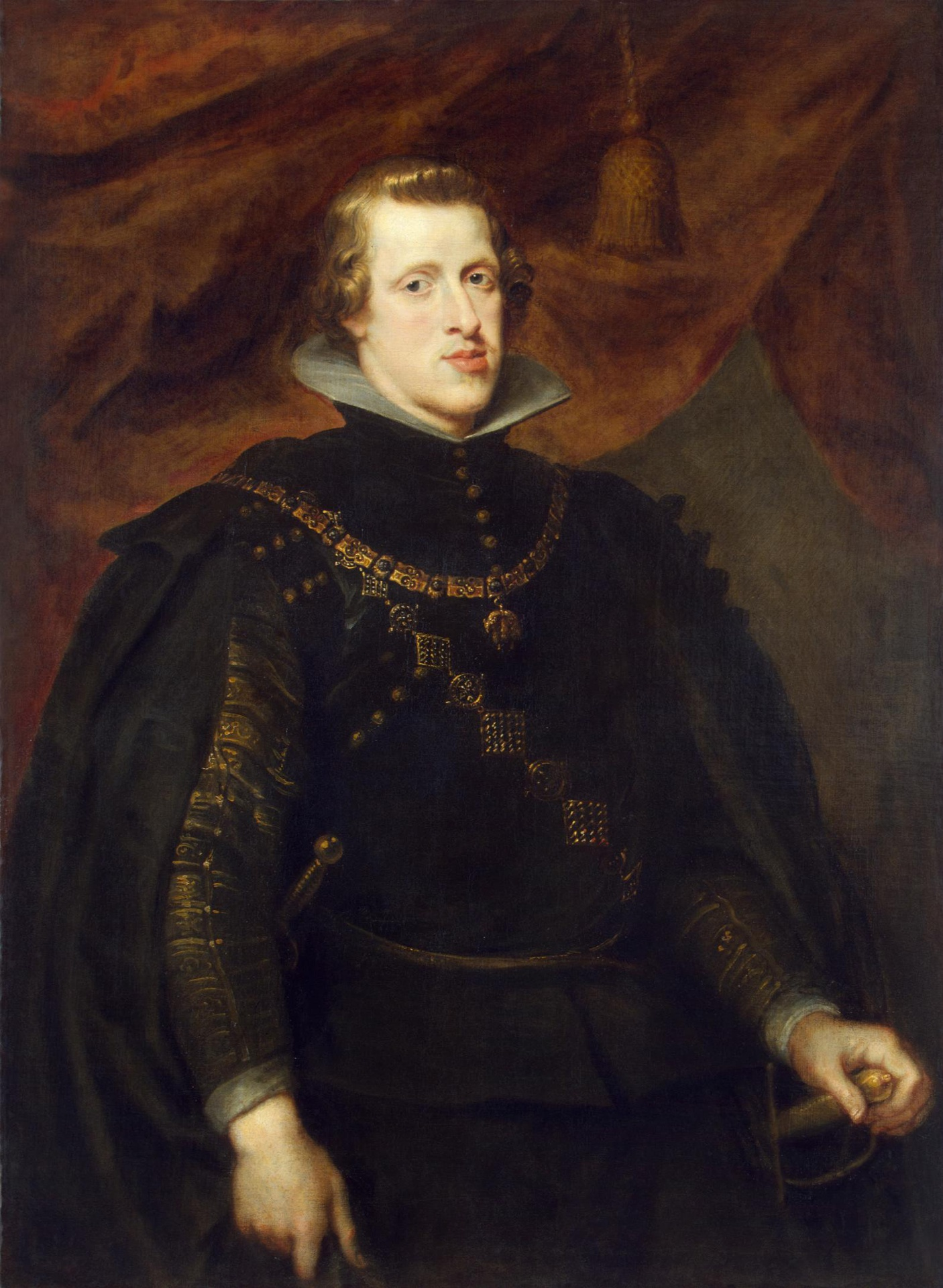
Портрет Филиппа IV кисти Рубенса (1628-1629)

После смерти короля Филиппа III в 1621 году из-за лихорадки, которую он подхватил в 1619 году по возвращении из Португалии, новый король Филипп IV выбрал графа-герцога Оливареса в качестве своего вали́до. Чтобы поддержать гегемонию Испании в Европе, граф-герцог провёл ряд реформ, касающихся общественной жизни, экономики и армии. Валидо пытался навязать кастильские законы в сфере налогообложения, управления и права, но встретил отпор дворянства. Валидо пытался бороться с коррупцией, оставшейся от предыдущего правителя, предавая суду и конфисковывая имущество испанских герцогов. Указом он обязал провести инвентаризацию состояния тех лиц, которые занимали государственные и значимые должности. За исполнением указа следил сформированный Совет, который позже станет отвечать за общественную жизни граждан.
Было обращено внимание на демографию: запрещена эмиграция и поддерживались иммиграция, многодетность, при этом предпринимались попытки запретить проституцию во всей империи. Для повышения образованности населения в 1629 году в Мадриде построена Королевская коллегия и прочие учебные заведения, возглавляемые преимущественно иезуитами.
Новый налог на высокие доходы и предметы роскоши дворянство отказывалось выплачивать, а в провинциях возмущение налогами доходило до бунтов. Невозможность пополнить казну привело к значительным расходам. Граф-герцог пытался создать Национальный банк, чтобы стимулировать торговлю и сократить расходы государства. Дворянство отказалось сделать взнос в 2000 дукатов, отчего и эта инициатива валидо провалилась.
Экономика Испании переживала спад, что отразилось на всей Европе, так как внешняя политика стоила дорого. Это привело к повышению налогов, насильному вывозу драгоценных металлов из колоний, распродаже государственного имущества и денежным манипуляциям.
В 1626 году Оливарес организовал Союз оружия, чтобы не допустить сплочения королевств полуострова. В каждой области должны были разместиться солдаты, равные числом местному населению. Суд Каталонии отказался подчиняться, отчего Оливарес распустил Суд и вступил в конфликт с королевством.

#### Внешняя политика

##### Тридцатилетняя война (1618-1648)
Война начавшаяся при его отце, в полном действии пришлась на правление короля Филиппа IV. В мае 1622 года испанцы под предводительством Кордобы вместе с союзниками нанесли поражение протестантам в битве при Вимпфене, в июне в битве при Хёхсте они снова одержали победу. В августе того же года испанцы потерпели поражение в битве при Флёросе, но это не остановило наступление католиков Тилли и Кордоба продолжали захват Пфальца. Его столицы Гейдельберг и Маннгейм пали 19 сентября и 5 ноября, соответственно. В распоряжении Фридриха осталась последняя крепость — Франкенталь, защищаемая небольшим английским гарнизоном.
В 1628 году Испания втянулась в войну за мантуанское наследство, войска Спинолы осадили Казале, а до этого вместе с союзниками заняли монферратские города Трино, Альбу и Монкальво (которые отходили к ним по договору). 18 марта 1629 года наступающие французы потеснили испанцев с союзниками и сняли осаду Казале. По итогам Регенсбургского мира в 1630 году Испания получила Казале и Пинероло.
В 1634 году в битве при Нёрдлингене союзная армия под командованием брата короля принца Фердинанда Австрийского и его двоюродного брата Фердинанда III, короля Богемии, нанесла сокрушительное поражение протестантам, потерявшим убитыми и ранеными большую часть армии, граф Оливарес, получив известия о разгроме протестантов, провозгласил битву под Нёрдлингеном «величайшей победой нашего времени».

##### Нидерланды
Нидерланды вернулись под испанскую корону из-за отсутствия наследников у Изабеллы Клары Евгении. Когда Двенадцатилетнее перемирие окончилось, в 1621 году разразилась война между Испанией и Республикой Соединённых провинций. На море действовала нидерландская блокада - в европейские порты не пускали голландские корабли; на суше города находились в осаде. В 1625 году Амброзио Спинола захватил город Бреда.
Голландцы более активно проявляли себя на море: захватили Ресифи и Пернамбуку на побережье португальской Бразилии. В 1628 году капер Питер Хайн захватил Серебряный флот. Уже к 1636 году в руки голландцев попало 547 испанских судов. Брат короля кардинал-инфант Фердинанд Австрийский , одержав победу в битве при Нёрдлингене (1634) над немецкими и шведскими протестантами, в 1635 году вторгся в Нидерланды, чтобы завершить войну. Однако в войну вступила Франция, и после сражения у Даунса в 1639 году отправить подкрепление во Фландрии не удалось. Положение монархии в Нидерландах стало неустойчивым.
Транспортировка испанских подкреплений и пересылка денег для испанской армии, расквартированной в Нидерландах, происходила в обстановке секретности на английских кораблях; золото и серебро для оплаты испанским войскам и для покрытия военных расходов после 1632 года сначала тайно доставлялось в Англию, где из него чеканилась монета.
Войны с Голландией привели к окончательному признанию её независимости от Испании (Вестфальский мир, 1648).

##### Англия
Восшествие на английский престол Карла I привело к возобновлению военных действий между Испанией и Англией. В 1625 году английский флот осуществил неудачное нападение на Кадис. Это привело к установлению союзнических отношений между Англией и Нидерландами. Торговое соперничество между странами в Вест-Индии привело в 1655 году к англо-испанской войне в период протектората Оливера Кромвеля.

##### Франция
Обеспокоенный положением Франции между империями Габсбургской династии премьер-министр Людовика XIII кардинал Ришельё развернул политику конфронтации с испанской монархией. В 1635 году после победы имперских армий в Тридцатилетней войне Франция решила выступить на стороне протестантов и объявила войну Испании. В 1635 году испанцы победили в сражении при Оннекуре, и в следующем году кардинал-инфант уже стоял у стен Парижа. Из-за недостатка провизии ему пришлось отступить. Возмущённая Франция посягнула на земли северной Италии, чтобы отрезать путь сообщения между Италией и Фландрией, и направила свои войска к Пиренеям. В 1639 году крепость Сальс-ле-Шато в Руссильоне была потеряна, но возвращена в начале 1640-х годов.

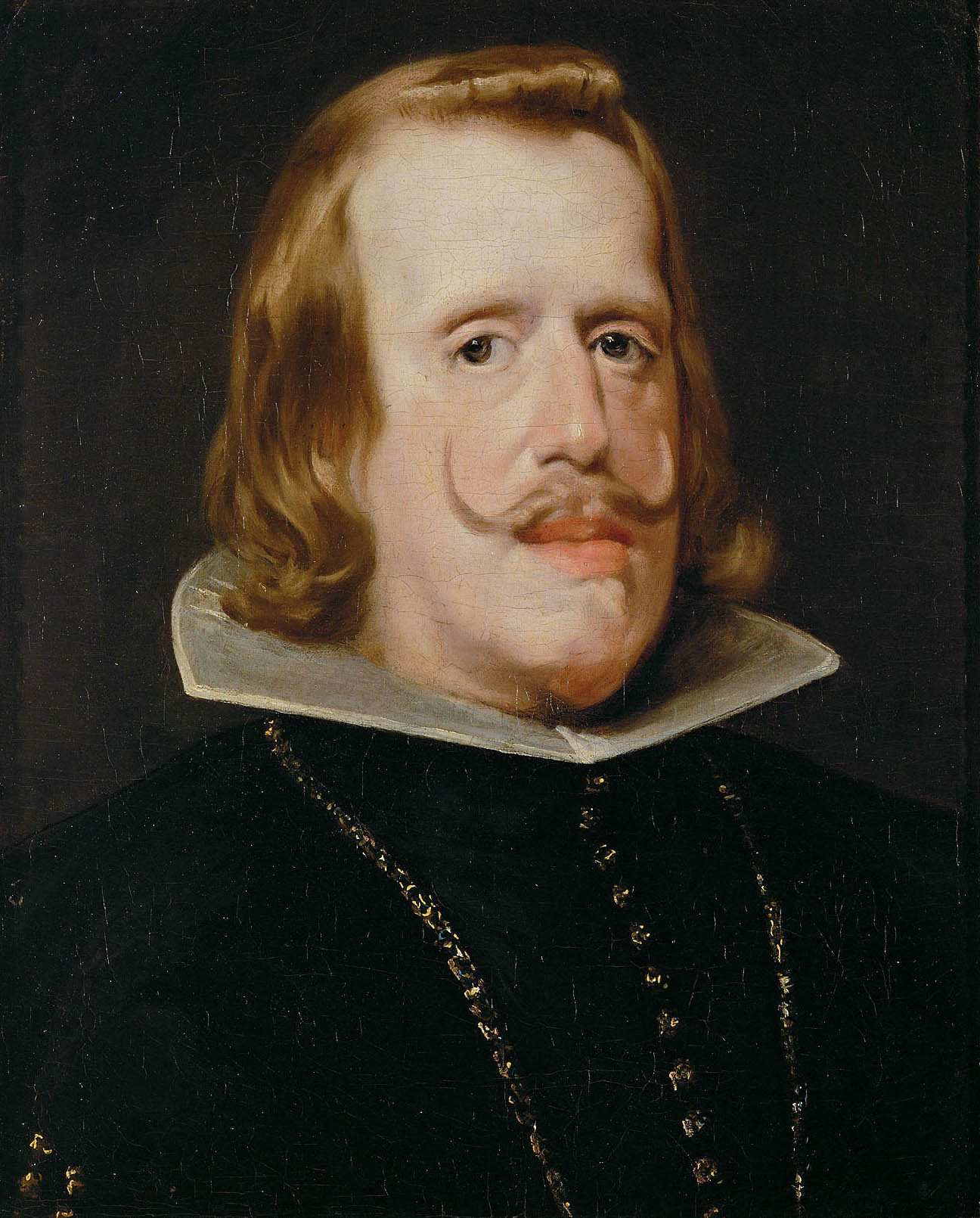
Диего Веласкес. Портрет Филиппа IV (1650-е годы)

#### Кризис 1640 года
Деспотическое управление Филиппа IV вызвало целый ряд народных восстаний в различных частях империи, не желавших подчиниться кастильскому законодательству и отстаивавших свои фуэросы.
В Каталонии вспыхнуло Сегадорское восстание. Казна Каталонии, основного поставщика финансов для короны, пустеет. Поэтому валидо потребовал от других королевств эквивалентного взноса и приступил к сбору средств. Это вызвало разногласия с Каталонией, Португалией и Андалусией.
Кастильские и итальянские войска вошли в Каталонию, чтобы сражаться с французами в Руссильоне, и по отношению к сельским жителям вели себя как оккупанты. Бесчинства войск спровоцировали массовые возмущения. 7 июня 1640 года группа из ок. 400 - 500 косарей (Кровавый корпус) вошли в Барселону для выражения возмущения, что привело к беспорядкам и закончилось смертью тринадцати человек. Возмущённым и их президенту Пабло Кларису пошли на уступки, опасаясь, что народное восстание выйдет из-под контроля. Наконец, 11 июня удалось вывести мятежников за пределы города.
Напряжённость между каталонскими властями и испанской монархией продолжалась до тех пор, пока в сентябре каталонцы не вступили в переговоры с посланником короля Франции дю Плесси-Безансоном. В январе Пабло Кларис провозгласил Каталонскую Республику. Через несколько дней кастильские войска подступили к Каталонии, миновав Южную Каталонию, чтобы передать Княжество Каталонии французской короне. 26 января 1641 года Педро Фахардо, маркиз де Лос-Велес потерпел поражение от каталонцев в битве при Монтжуике. Конфликт казался долгим и трудноразрешимым.
Из-за высоких налогов, установленных на территориях Арагона, большинство местного дворянства намеревалось отделиться от Королевства Кастилии, провозгласив герцога герцога Хихара королём. Кастильские войска подавили восстание, а, в связи с незначительностью события, герцога Хихара приговорили не к смерти, а к тому, чтобы оставаться в своих вотчинах, не имея возможности участвовать в Арагонских судах.
В декабре 1640 года португальцы провозгласили своим королём герцога Браганского, принявшего имя Жуана IV. Он немедленно подписал мирный договор с Нидерландами и заручился поддержкой англичан и французов. Началась Португальская война за независимость, вынуждавшая Испанию сражаться на нескольких фронтах. В 1659 году Филипп IV подписал Пиренейский мир, чтобы сосредоточить ресурсы на возвращение мятежного королевства под испанскую корону. В этой 28-летней войне (самой продолжительной и разрушительной между двумя странами) испанские армии потерпели поражение в битве при Монтихо (1644), битве при Элваше  (1659), битве при Амейшиале (1663), битве при Каштелу-Родригу (1664), битве при Вила-Висозе (1665). Португалия отделилась от Испании, тогда как каталонцы, возмущённые насильственными действиями французов, остались в испанском подданстве, после того как Филипп IV подтвердил их фуэросы.
Попытки отделиться от Филиппа IV, кроме того, имели место и в Андалусии (заговор герцога Медина-Сидониа в 1641 году), и в Неаполе (восстание Мазаниелло в 1647 году), и в Сицилии (восстание в Палермо в сентябре 1648 года), и в Сардинии, и в Милане.

### Изгнание Оливареса (1643—1665)

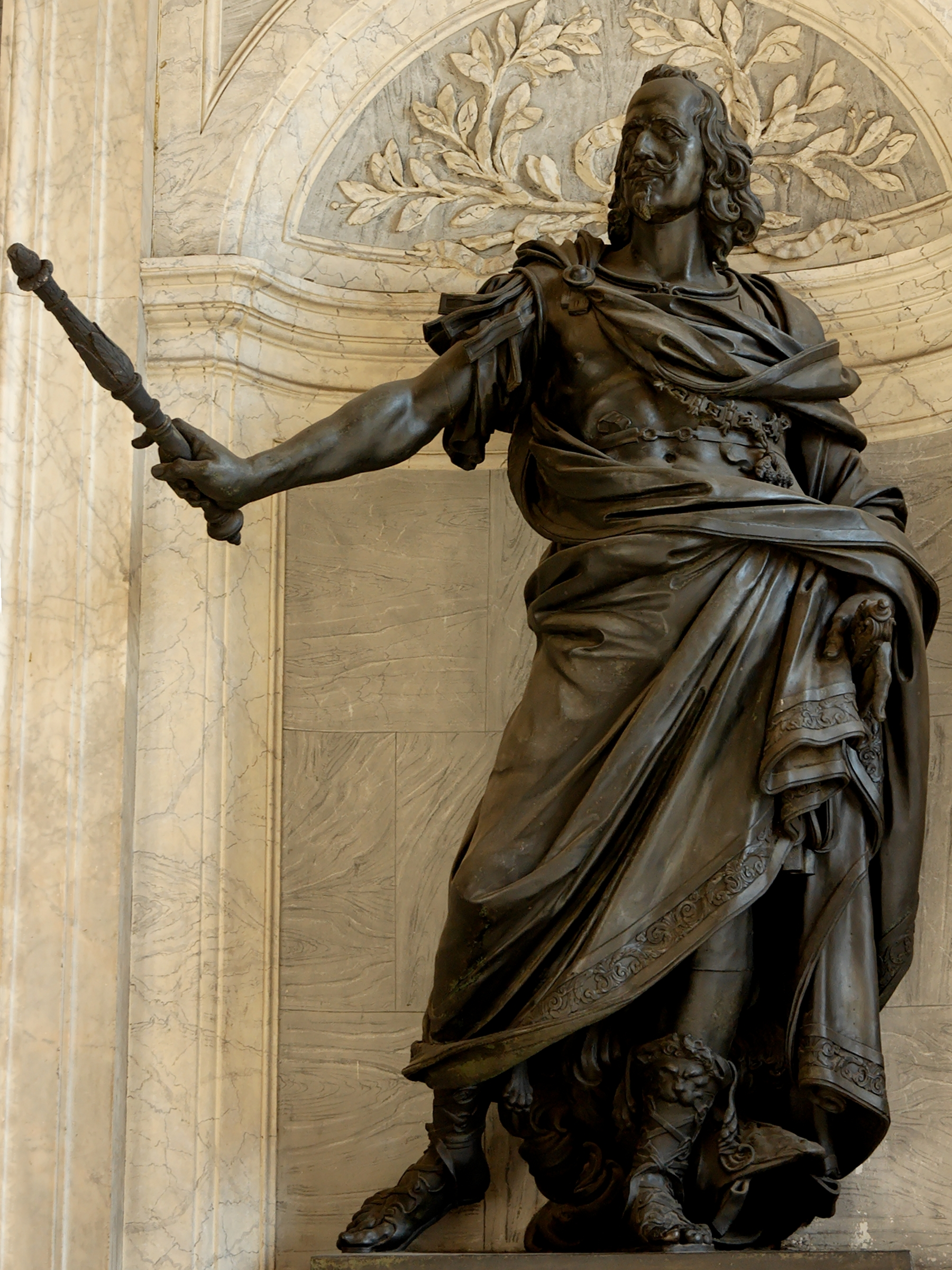
Статуя короля (1692) работы Бернини на портике церкви Санта-Мария-Маджоре, Рим

23 января 1643 года король приказал изгнать герцога Оливареса в Лоэчес. Цели союза не были достигнуты, и испанская монархия стояла на грани падения, существуя в фактическом конфедеративном королевстве. Филипп IV стремился сохранить за собой титул «короля всей Испании», несмотря на то, что он предполагал также и владение Португалией, которая завоевала свою независимость. Так обозначились и закрепились границы современной Испании. В этот период король активно переписывается с монахиней Марией Агредской и вдовствующей графиней де Паредес.
После изгнания Оливареса король взялся самостоятельно управлять страной, но вскоре назначил премьер-министром племянника Оливареса Луиса де Аро-и-Гусмана. Перед ним была поставлена задача разрешить внутренние и внешнеполитические конфликты государства.

#### Внутренняя политика
Продолжались восстания в Каталонии и Португалии, к которым присоединился Арагон. В Неаполе в 1647 году произошло восстание из-за голода, перекинувшееся на Сицилию, но было подавлено местными властями. В Каталонии мятеж продолжался до 1652 года, когда после 15 месяцев осады Филиппу IV удалось взять Барселону. Тогда же в городах Андалусии прошли восстания из-за нехватки хлеба и недовольством денежной реформой.

#### Внешняя политика
В 1643 году испанская армия была разбита французами в битве при Рокруа. По Вестфальскому мирному договору Испания признала независимость Соединённых провинций и сохранила Фландрию. Война во Франции продолжалась из-за притязаний к Фландрии, Франш-Конте и Руссильону. В 1657 году Англия и Франция договорились разделить испанскую Фландрию. Тяжелое экономическое положение в Испании и поражение в битве при Дюнкерке против объединённых англо-французских войск вынудили Филипа IV в 1659 году подписать Пиренейский мир, по которому Испания лишилась Руссильона, половины Серданя и Артуа. Также договор предполагал брак инфанты Марии Терезии и Людовика XIV с приданным в 500 000 эскудо. В договоре оговаривалось, если приданное не будет выплачено в полном объёме, король Франции не откажется от прав на испанский престол. Таким образом гегемония Габсбургов со дня подписания Като-Камбрезийского мира была нарушена Францией.
Португальцы во главе с королём Афонсу VI одержали победу в битве при Вила-Висоза в 1665 году, что положило конец надеждам Испании вернуть Португалию под свою корону.

### Смерть
17 сентября 1665 года король скончался от дизентерии. Согласно его завещанию, его похоронили в Королевском склепе монастыря Эскориал.

## Семья

### Первый брак

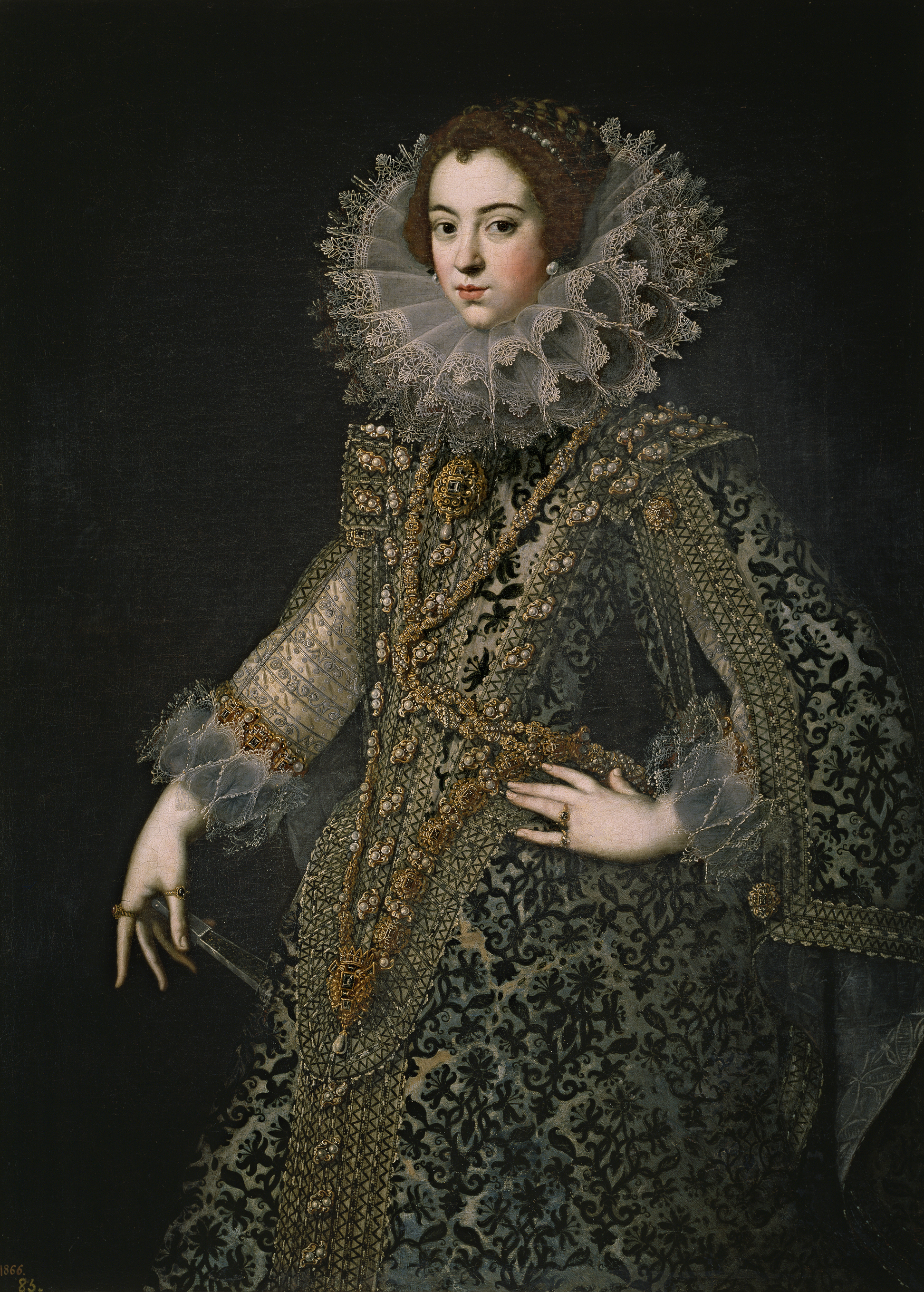
Портрет Изабеллы неизвестного художника (ок. 1620 год). Прадо

Невестой 10-летнего Филиппа IV стала 13-летняя французская принцесса Елизавета, старшая сестра французского короля Людовика XIII. Это был дипломатический брак с целью укрепления католического союза двух королевских домов — Бурбонов и Габсбургов. 30 апреля 1611 года в Фонтенбло договор о браке вступил в силу.
18 октября 1615 года в Бургосе состоялась помолвка по доверенности 14-летних инфанты Анны (сестры Филиппа) и французского короля Людовика XIII, которого представлял герцог Лерма. В тот же день в Бордо французская принцесса Елизавета (В Испании её имя превратилось в Изабеллу) также по доверенности вышла замуж за Филиппа, которого представлял герцог Карл I де Гиз. После церемоний на острове Фазанов между Фуэнтеррабией и Андаем принцесс «обменяли». Консуммация брака испанских новобрачных произошла лишь в 1620 году.
За свои ум, красоту и благородство королева пользовалась почтением народа и получила прозвище «la Deseada» («Желанная»). Несмотря на достоинства королевы, король Филипп IV неоднократно ей изменял, обзаведясь незаконнорождёнными детьми. Предположительно, установлению тёплых отношений между супругами мешал премьер-министр граф-герцог Оливарес, который всячески старался отстранить короля от руководства, ослабить влияние королевы на короля, отчего помогал королю в его любовных побочных связях. После отстранения Оливареса в жизни королевы наступили короткий период счастья, признание и уважение супруга. Однако 6 октября 1644 года в результате очередного выкидыша королева скончалась. Филипп IV слишком поздно заметил в супруге умную, любящую женщину и долго оплакивал её. Через два года умер наследный принц, что поставило вопрос о престолонаследии.
За годы брака Изабелла родила Филиппу IV 9 детей, из которых только двое пережили детские годы:
1. Мария Маргарита (14 августа 1621 — 15 августа 1621)
2. Маргарита Мария Каталина (25 ноября 1623 — 22 декабря 1623)
3. Мария Эухения (21 ноября 1625 — 21 июля 1627)
4. мертворождённая дочь (1626)
5. Изабель Мария Тереза (31 октября 1627 — 1 ноября 1627)
6. Бальтазар Карлос (17 октября 1629 — 9 октября 1646)
7. Франсиско Фернандо (12 марта 1634 — 12 марта 1634)
8. Мария Ана Антония (17 января 1636 — 5 декабря 1636)
9. Мария Терезия (10 сентября 1638 — 30 июля 1683) — королева Франции, жена Людовика XIV.

### Второй брак

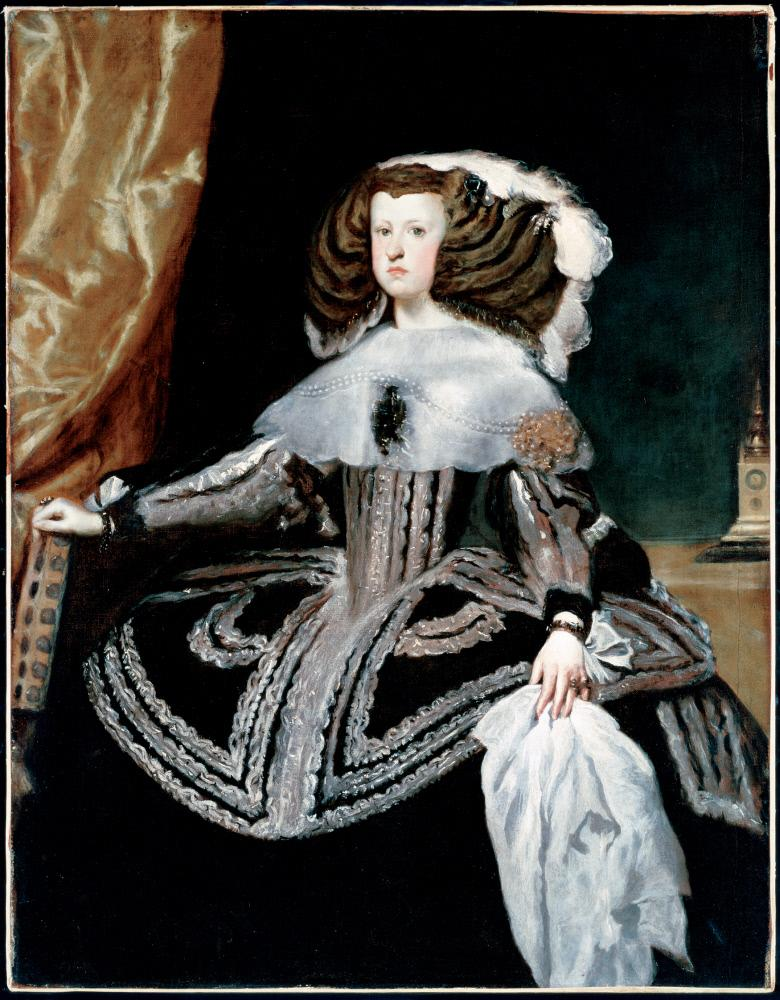
Диего Веласкес. Портрет Марианны Австрийской, королевы Испании (ок. 1656 год)

Неожиданная смерть 16-летнего наследника Бальтазара Карлоса 9 октября 1646 года вызвала серьёзный династический кризис в Испании. Единственной наследницей престола стала 8-летняя инфанта Мария Терезия. Опасавшийся смуты из-за отсутствия наследника мужского пола, овдовевший Филипп IV женился на невесте умершего сына, своей племяннице 15-летней эрцгерцогине Марианне из австрийской ветви Габсбургов. 30 января 1647 года решение о династическом браке было официально объявлено.
7 октября 1649 года состоялась свадебная церемония в Навалькарнеро. После церемонии супруги отправились в резиденцию Эскориал. Филипп IV срочно нуждался в наследнике. Своей подруге графине Парадес он писал, что увидел невесту «хорошо развитой для своего возраста, но ещё очень молодой». Несмотря на почти 30-летнюю разницу в возрасте супруги поладили, король исполнял прихоти жены. Судя по переписке Филиппа IV с Паредес, брак был консуммирован в дни праздника в Аранхуэсе между 8 марта и 24 мая от 1650 года. В середине августа повитуха объявила, что королева беременна. 12 июля 1651 года королева родила дочь, инфанту Маргариту Терезу. Король обрадовался пополнению в семействе.
28 ноября 1657 года в 11:30 утра королева Марианна родила сына Фелипе Просперо. Рождение наследника способствовало окончанию франко-испанской войны (1635—1659) и заключению Пиренейского мирного договора, предполагавшего заключение династического брака между инфантой Марией Терезией и французским королём Людовиком XIV. Однако 1 ноября 1661 года 2-летний болезненный Фелипе Просперо скончался после очередного эпилептического припадка. Это потрясло королевскую семью, так как в октябре 1659 года умер второй сын Фернандо Томас, не прожив и года. Эти обстоятельства вновь сделали инфанту Маргариту Терезу наследницей трона. Спустя 5 дней после смерти Фелипе Просперо, 6 ноября 1661 года родился наследник Карл. Это рождение посчитали чудом. В апреле 1663 года Филипп IV начинает переговоры о браке дочери Маргариты Терезы и императора Священной Римской империи Леопольда I, который приходился испанской королеве Марианне родным братом и дядей собственной невесте. Политические амбиции Габсбурги ставили выше нездоровых связей в браках. Также они рассматривали внутриродовые браки наследников испанского престола как необходимость.
Несмотря на договор о браке между испанским и австрийским домами, инфанта не выехала из Мадрида. Родители опасались, что слабый здоровьем Карл умрёт, и тогда наследницей вновь станет инфанта. Задержка невесты вызвала возмущение современников, грозила подорвать дружественные отношения с австрийскими Габсбургами и возникновением очередной войны с Францией.
Хотя у Филиппа IV были здоровые дети от метресс, его дети от Марианны появлялись на свет мертворождёнными или умирали вскоре после рождения, вследствие дегенерации и редукции предков. В этом браке родились пятеро детей, однако только двое из них достигли совершеннолетия:
1. Маргарита Тереза Испанская (1651—1673), императрица, жена Леопольда I
2. Мария (5 декабря 1655)
3. Фелипе Просперо (5 декабря 1657—1661)
4. Томас Карлос (23 декабря 1658—1659)
5. Карл II (1661—1700), король Испании, последний из династии Габсбургов на испанском престоле.

### Внебрачное потомство
У Филиппа IV были многочисленные любовницы от которых родились около 30 внебрачных детей. Наиболее известная среди его любовниц Мария Кальдерон — театральная актриса, позднее ставшая монахиней.
Наиболее из известных его незаконнорождённых детей были:
Внебр.связь: Мария ди Чирель:
- Фернандо Франсиско Исидоро Австрийский (1626—1634) — умер в  детстве;

Внебр.связь: Мария Кальдерон (1605—1678) — актриса:
- Хуан Хосе Австрийский (1629—1679) —  полководец и государственный деятель, глава правительства с 1677 по 1679 гг;

Внебр.связь: Констанца де-Рибера-и-Ороско (ум. 1634) — фрейлина королевы Изабеллы:
- Алонсо Энрикес де Гусман (1631—1692) — священнослужитель, епископ Осмы (1661—1663), Пласенсии (1664) и Малаги (1664—1691);

Внебр.связь: Маргарита дель Эскала:
- Анна Маргарита (1632—1658) — настоятельница монастыря Энкарнасьон.

Внебр.связь: Ана Мария де Урибеондо:
- Фернандо Вальдес (1638—1702) — губернатор Новары (с 1661 года);

Внебр.связь: Касильда Манрике де Луйандо и Мендоса (ок. 1597—1670) — испанская аристократка, придворная дама:
- Карлос Фернандо Австрийский (1639—1706) — каноник в соборе Гуадикса;

Внебр.связь: Тереса Алдана - придворная дама:
- Хуан Коссио (1640—1701) — богослов, член Ордена Святого Августина;

Внебр.связь: Мариана Перес де Куэвас:
- Алонсо Антонио де Сан Мартин (1642—1705) — священнослужитель, епископ Овьедо (1676—1681) и Куэнки (1681—1705);

Внебр.связь:Анна де Рибейра:
- Маргарита (1650 - ?)

От неизвестных матерей:
- Карлос
- Анна Маргерида
- Анна Катерина Изабелла (1661—1709)
- Анна Мария (1663—1705)

## Золотой век Испании

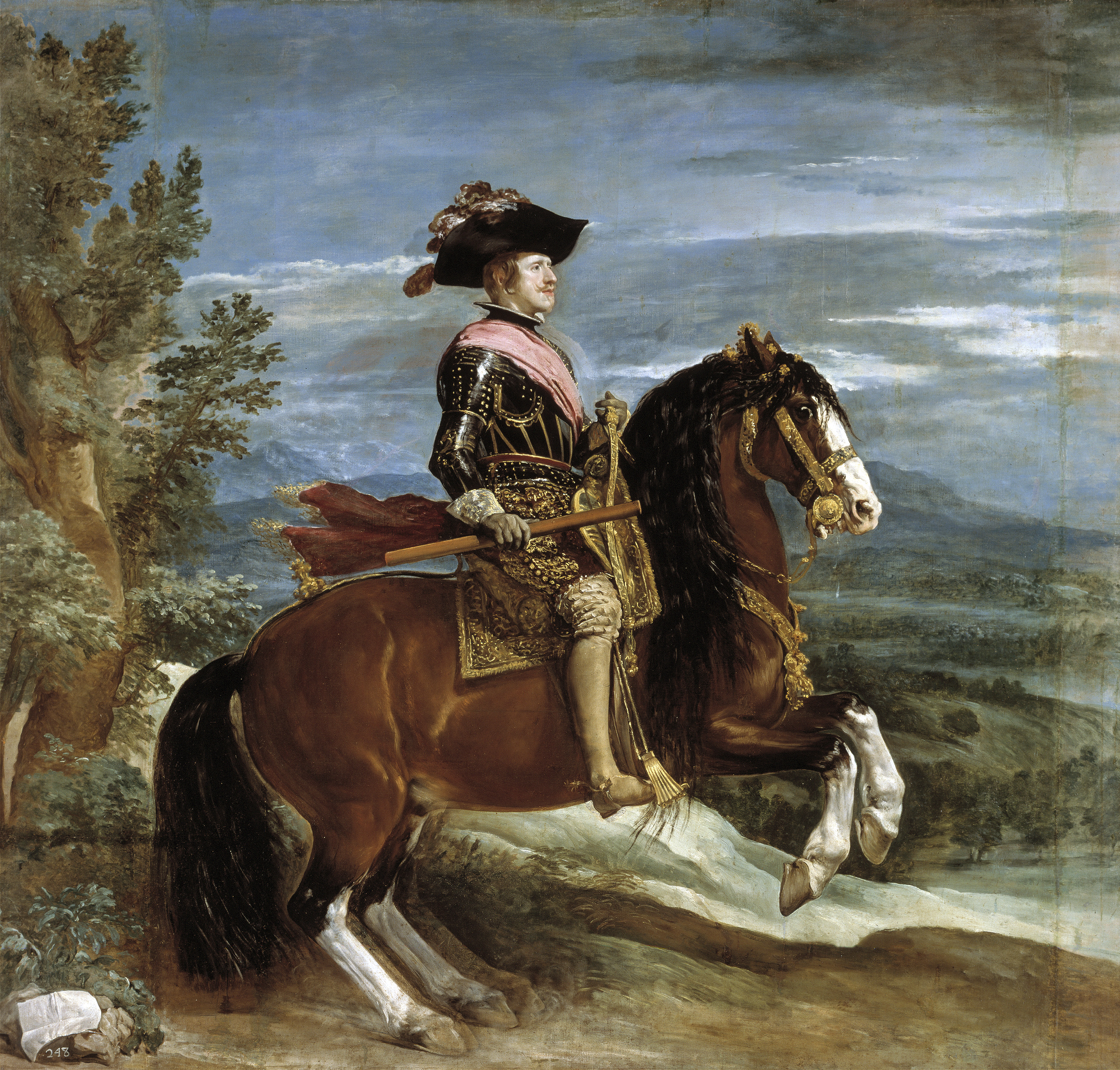
Портрет короля Филиппа IV, Диего Веласкес, Музей Прадо (Мадрид)

Филипп IV покровительствовал искусствам, владел крупнейшей коллекцией живописи в Европе. Сегодня большинство картин из его собрания выставлены в Музее Прадо и считаются важнейшей ценностью. Около 2000 картин король отправил в монастырь Эскориал, 1100 — в Мадридский Алькасар, около 800 — во дворец Буэн-Ретиро. выстроенный в его правление, 171 — в перестроенный Торре-де-ла-Парада, 96 — в недавно выстроенный Дворец Сарсуэла. Король собрал крупнейшую коллекцию работ Рубенса — самого популярного художника своего времени в Европе. Многие картины были утрачены в пожаре 1734 года в Мадридском Алькасаре. Также король приобрёл картины Рафаэля, Монтенья, Дюрера, венецианцев Тициана, Веронезе, Тинторетто, нескольких испанских, фламандских, итальянских и французских художников в стиле барокко: Ван Дейка, Сурбарана, Хосе де Рибера, Карраччи, Бароччи, Джованни Ланфранко, Доменикино, Пуссена, Клода Лоррена. Также около 40 лет король покровительствовал Веласкесу.
Историографом при Филиппе IV был известный писатель и драматург Хуан де Сабалета.

## Образ в культуре

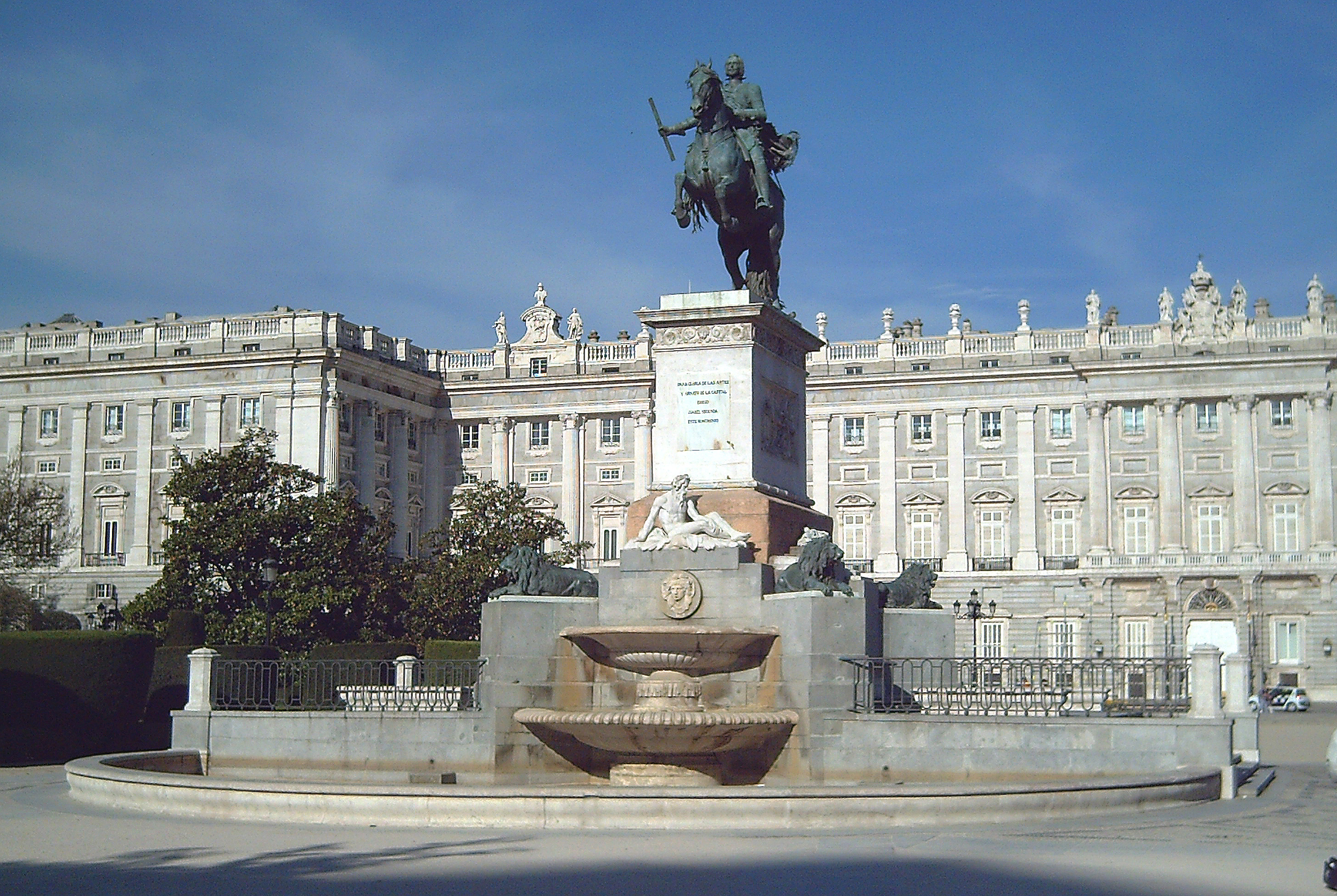
Памятник Филиппу IV перед Королевским дворцом в Мадриде

Сюжет цикла романов «Приключения капитана Алатристе» (1996 - 2006 годы) испанского писателя Артуро Переса-Реверте происходит в правление Филиппа IV.
- 1954 — «La moza del cántaro» (Испания); в роли короля — Исмаэль Мерло. Экранизация пьесы Лопе де Вега.
- 1991 — «Король изумлённый» (Испания, Франция, Португалия); в роли Филиппа IV — Габриэль Диего.
- 2004 — документальный телесериал «Memoria de España» (Испания).
- 2006 — «Капитан Алатристе» (Испания) режиссёра Агустина Диаса Янеса; в роли Филиппа IV — Симон Коэн.
- 2009-16 — телесериал «Красный орёл» (Испания); в роли короля — Хабьер Элорриага.
- 2015 — телесериал «Приключения капитана Алатристе» (Испания); в роли Филиппа IV — Даниэль Алонсо.
- 2020 — телесериал «Министерство времени» (Испания); в роли Филиппа IV — Эду Сото.